# Tweede klasse 2012-2013
La Tweede klasse 2012-2013 è stata la 97ª edizione della seconda serie, sponsorizzato dalla Belgacom, del campionato di calcio belga disputata tra il 22 agosto 2012 e il 28 aprile 2013. L'Ostenda è stato promosso in Division I 2013-2014.

Il Mouscron Peruwelz, il Westerlo e il White Star Woluwe hanno partecipato ai play-off promozione-retrocessione per un posto in Division I 2013-2014, ma sono stati sconfitti dal Cercle Bruges, rimanendo così in Tweede klasse. Sono stati retrocessi in Derde klasse il Sint-Niklaas e l'Oudenaarde, mentre l'Heist è stato ripescato a causa del fallimento per bancarotta del Beerschot, inizialmente retrocesso dalla Division I 2012-2013.

## Stagione

### Novità
Nella stagione precedente sono stati promossi in Division I 2012-2013 lo Charleroi, primo classificato, e il Waasland-Beveren, primo classificato ai play-off promozione-retrocessione.

Sono stati retrocessi dalla Division I 2011-2012 il Sint-Truiden, dopo aver perso lo spareggio salvezza, e il Westerlo, dopo essersi piazzato al terzo posto dei play-off promozione-retrocessione.

Sono stati retrocessi in Derde klasse 2012-2013 il Wetteren-Kwatrecht e il Dender, ultimi due classificati nella Tweede klasse 2011-2012, e il Tienen, dopo aver perso i play-off retrocessione.

Sono stati promossi dalla Derde klasse 2011-12 il Mouscron-Péruwelz, come primo classificato della Derde klasse A, il Dessel Sport, come primo classificato della Derde klasse B, e l'Oudenaarde, dopo aver vinto i play-off promozione contro il Tienen.

### Formula
Il torneo è composto di 18 squadre. Ciascuna squadra affronta le altre due volte, una volta in casa e l'altra in trasferta, per un totale di 34 gare.

La squadra prima in classifica al termine del campionato viene promossa in Division I, mentre le ultime due classificate vengono retrocesse in Derde klasse.

Il campionato è diviso in tre periodi. Le prime 10 giornate formano il primo periodo, le giornate dalla 11 alla 22 formano il secondo periodo, le ultime 12 giornate formano il terzo periodo. Le squadre vincenti i tre periodi prendono parte ai play-off promozione, assieme alla squadra vincente dello spareggio retrocessione della Division I 2012-2013. La vincitrice dei play-off verrà promossa in Division I. Se una squadra vincitrice di periodo ha terminato il campionato al primo posto o se ha vinto più di un periodo, il suo posto nei play-off promozione verrà preso dalla squadra meglio classificata nella classifica finale. Se una squadra vincitrice di periodo ha terminato il campionato negli ultimi tre posti, non può partecipare ai play-off e il suo posto verrà preso dalla squadra meglio classificata al termine del torneo.

La squadra classificatasi al sedicesimo posto partecipa ai play-off per un solo posto in Tweede klasse assieme a 6 squadre della Derde klasse.

## Squadre partecipanti
| Club                 | Città                | Allenatore           | Stadio                               | Stagione precedente        |
| -------------------- | -------------------- | -------------------- | ------------------------------------ | -------------------------- |
| Anversa              | Anversa              | Dennis van Wijk      | Bosuilstadion                        | 10º posto                  |
| Boussu-Dour Borinage | Boussu               | Arnauld Mercier      | Stade Robert Urbain                  | 11º posto                  |
| Brussels             | Molenbeek-Saint-Jean | Noureddine Zaiour    | Edmond Machtens Stadium              | 14º posto                  |
| Dessel Sport         | Dessel               | Stijn Vreven         | Lorzestraat                          | 1º posto in Derde klasse B |
| Eendracht Aalst      | Aalst                | Bart Van Renterghem  | Pierre Cornelisstadion               | 7º posto                   |
| Eupen                | Eupen                | Tintín Márquez       | Kehrwegstadion                       | 3º posto                   |
| Heist                | Heist-op-den-Berg    | Francis Bosschaerts  | Gemeentelijk Sportcentrum            | 8º posto                   |
| Lommel Utd           | Lommel               | Philip Haagdoren     | Soevereinstadion                     | 5º posto                   |
| Mouscron-Péruwelz    | Mouscron             | Arnaud Dos Santos    | Stadio Le Canonnier                  | 1º posto in Derde klasse A |
| Ostenda              | Ostenda              | Frederik Vanderbiest | Albertpark                           | 4º posto                   |
| Oudenaarde           | Oudenaarde           | Stefan Leleu         | Burgemeester Thienpontstadion        | 3º posto in Derde klasse A |
| Roeselare            | Roeselare            | Serhij Serebrennikov | Schiervelde Stadion                  | 13º posto                  |
| Sint-Niklase         | Sint-Niklaas         | Alex Czerniatynski   | Stedelijk Sportcentrum Meesterstraat | 15º posto                  |
| Sint-Truiden         | Sint-Truiden         | Guido Brepoels       | Stayen                               | 16º posto in Pro League    |
| Tubize-Braine        | Tubize               | Dante Brogno         | Stade Leburton                       | 12º posto                  |
| Visé                 | Visé                 | Manuele Domenicali   | Stade de la Cité de l'Oie            | 9º posto                   |
| Westerlo             | Westerlo             | Frank Dauwen         | Het Kuipje                           | 15º posto in Pro League    |
| White Star Woluwe    | Woluwe-Saint-Lambert | Felice Mazzu         | Stade Fallon                         | 6º posto                   |

## Classifica finale
|  | Pos. | Squadra              | Pt | G  | V  | N  | P  | GF | GS | DR  |
|  | ---- | -------------------- | -- | -- | -- | -- | -- | -- | -- | --- |
|  | 1.   | Ostenda              | 77 | 34 | 24 | 5  | 5  | 64 | 25 | +39 |
|  | 2.   | Mouscron-Péruwelz    | 67 | 34 | 20 | 7  | 7  | 58 | 29 | +29 |
|  | 3.   | Westerlo             | 63 | 34 | 17 | 12 | 5  | 54 | 29 | +25 |
|  | 4.   | Sint-Truiden         | 57 | 34 | 17 | 6  | 11 | 54 | 36 | +18 |
|  | 5.   | Boussu-Dour Borinage | 55 | 34 | 15 | 10 | 9  | 44 | 34 | +10 |
|  | 6.   | Lommel Utd           | 50 | 34 | 14 | 8  | 12 | 50 | 48 | +2  |
|  | 7.   | White Star Woluwe    | 49 | 34 | 14 | 7  | 13 | 41 | 49 | -8  |
|  | 8.   | Eupen                | 46 | 34 | 12 | 10 | 12 | 42 | 41 | +1  |
|  | 9.   | Tubize-Braine        | 46 | 34 | 12 | 10 | 12 | 43 | 42 | +1  |
|  | 10.  | Anversa              | 45 | 34 | 12 | 9  | 13 | 42 | 44 | -2  |
|  | 11.  | Roeselare            | 42 | 34 | 10 | 12 | 12 | 44 | 47 | -3  |
|  | 12.  | Dessel Sport         | 41 | 34 | 11 | 8  | 15 | 35 | 42 | -7  |
|  | 13.  | Eendracht Aalst      | 41 | 34 | 10 | 11 | 13 | 38 | 52 | -14 |
|  | 14.  | Visé                 | 36 | 34 | 9  | 9  | 16 | 51 | 55 | -4  |
|  | 15.  | Brussels             | 33 | 34 | 9  | 6  | 19 | 34 | 49 | -15 |
|  | 16.  | Heist                | 30 | 34 | 8  | 6  | 20 | 39 | 57 | -18 |
|  | 17.  | Oudenaarde           | 30 | 34 | 8  | 9  | 17 | 36 | 60 | -24 |
|  | 18.  | Sint-Niklase         | 30 | 34 | 7  | 9  | 18 | 34 | 64 | -30 |

Legenda:

      Ammessa alla Division I 2013-2014
 Qualificata ai play-off
      Retrocesse in Derde Klasse 2013-2014

Tre punti a vittoria, uno a pareggio, zero a sconfitta.
La classifica viene stilata secondo i seguenti criteri:
- Punti conquistati
- Partite vinte
- Differenza reti generale
- Reti totali realizzate
- Reti totali realizzate in trasferta
- Partite vinte in trasferta
- play-off

### Verdetti
- Ostenda promosso in Division I 2013-2014 come vincitore del campionato
- Sint-Niklaas e Oudenaarde retrocessi in Derde klasse 2013-2014 come ultimi due classificati del campionato.

## Play-off Promozione
Il White Star Woluwe ha vinto il primo periodo. L'Ostenda ha vinto sia il secondo sia il terzo periodo, quindi i restanti due posti nei play-off promozione sono stati assegnati al Mouscron-Péruwelz e al Westerlo, essendo le squadre meglio classificate al termine della stagione regolare.
Periodo 1
| Pos. | Squadra              | Pt | G  | V | N | P | GF | GS | DR  |                     |
| 1.   | White Star Woluwe    | 22 | 10 | 6 | 4 | 0 | 17 | 6  | +11 | play-off promozione |
| 2.   | Westerlo             | 21 | 10 | 6 | 3 | 1 | 14 | 7  | +7  |                     |
| 3.   | Boussu-Dour Borinage | 17 | 10 | 5 | 2 | 3 | 14 | 10 | +4  |                     |
| 4.   | Anversa              | 17 | 10 | 4 | 5 | 1 | 14 | 13 | +1  |                     |
| 5.   | Tubize-Braine        | 16 | 10 | 4 | 4 | 2 | 17 | 11 | +6  |                     |

Periodo 2
| Pos. | Squadra           | Pt | G  | V  | N | P | GF | GS | DR  |                     |
| 1.   | Ostenda           | 31 | 12 | 10 | 1 | 1 | 22 | 7  | +15 | play-off promozione |
| 2.   | Mouscron-Péruwelz | 28 | 12 | 9  | 1 | 2 | 23 | 9  | +14 |                     |
| 3.   | Sint-Truiden      | 25 | 12 | 8  | 1 | 3 | 24 | 10 | +14 |                     |
| 4.   | Eupen             | 23 | 12 | 7  | 2 | 3 | 17 | 13 | +4  |                     |
| 5.   | Lommel Utd        | 19 | 12 | 6  | 1 | 5 | 19 | 17 | +2  |                     |

Periodo 3
| Pos. | Squadra              | Pt | G  | V  | N | P | GF | GS | DR  |                     |
| 1.   | Ostenda              | 31 | 12 | 10 | 1 | 1 | 29 | 8  | +21 | play-off promozione |
| 2.   | Mouscron-Péruwelz    | 25 | 12 | 8  | 1 | 3 | 22 | 10 | +12 |                     |
| 3.   | Westerlo             | 25 | 12 | 7  | 4 | 1 | 22 | 8  | +14 |                     |
| 4.   | Lommel Utd           | 20 | 12 | 6  | 2 | 4 | 21 | 17 | +4  |                     |
| 5.   | Boussu-Dour Borinage | 20 | 12 | 5  | 5 | 2 | 14 | 12 | +2  |                     |

Play-off

Si sono qualificati il White Star Woluwe, come vincitore del primo periodo, il Mouscron Peruwelz e il Westerlo, come migliori classificate in Tweede klasse 2012-2013, il Cercle Bruges, come vincitore degli spareggi retrocessione della Division I 2012-2013.
|  | Pos. | Squadra           | Pt | G | V | N | P | GF | GS | DR  |                                 |
|  | 1.   | Cercle Bruges     | 12 | 6 | 4 | 0 | 2 | 13 | 8  | +5  | ammesso in Division I 2013-2014 |
|  | 2.   | Mouscron-Péruwelz | 12 | 6 | 4 | 0 | 2 | 9  | 9  | 0   |                                 |
|  | 3.   | Westerlo          | 10 | 6 | 3 | 1 | 2 | 11 | 4  | +7  |                                 |
|  | 4.   | White Star Woluwe | 1  | 6 | 0 | 1 | 5 | 4  | 16 | -12 |                                 |

## Statistiche

### Classifica marcatori
SoccerWay
| Gol |  |  | Giocatore          | Squadra              |
| --- |  |  | ------------------ | -------------------- |
| 17  |  |  | Hervé Onana        | Tubize-Braine        |
| 15  |  |  | Bart Webers        | Heist                |
| 14  |  |  | Laurent Depoitre   | Ostenda              |
| 14  |  |  | Daniel Oliveira    | White Star Woluwe    |
| 14  |  |  | John Jairo Ruiz    | Mouscron-Péruwelz    |
| 13  |  |  | Koffi              | Boussu-Dour Borinage |
| 13  |  |  | Hans Vanaken       | Lommel Utd           |
| 12  |  |  | Kamel Ouejdide     | Boussu-Dour Borinage |
| 11  |  |  | Yohan Brouckaert   | Ostenda              |
| 11  |  |  | Stavros Glouftsis  | Eendracht Aalst      |
| 11  |  |  | Bart Goor          | Westerlo             |
| 11  |  |  | Frédéric Gounongbe | Brussels             |
| 11  |  |  | Hiroshi Ibusuki    | Eupen                |